# أليكسندر ألفارادو
أليكسندر ألفارادو (مواليد 21 أبريل 1999) هو لاعب كرة قدم إكوادوري يلعب كجناح في نادي أوكاس الإكوادوري.

## روابط خارجية
- أليكسندر ألفارادو على موقع الدوري الأمريكي (الإنجليزية)
- أليكسندر ألفارادو على موقع قاعدة بيانات كرة القدم.إي يو (الإنجليزية)
- أليكسندر ألفارادو على موقع ناشيونال فوتبول تيمز (الإنجليزية)
- أليكسندر ألفارادو على موقع Soccerway.com (الإنجليزية)